# Andrew Setefano
Andrew Setefano, né le 10 août 1987 à Apia aux Samoa, est un footballeur international samoan. Il joue au poste de défenseur central au Lupe o le Soaga.

## Biographie

### En club
Setefano est originaire de Moamoa-fou, Satuimalufilufi et Vaito'omuli. Il joue pour Upper Hutt City en Nouvelle-Zélande,, Hekari United en Papouasie-Nouvelle-Guinée, Goldstar Sogi, le Kiwi FC et Lupe o le Soaga aux Samoa.
En 2017, il est capitaine de Lupe o le Soaga. Il joue pour le Kiwi FC en Ligue des champions de l'OFC 2019, et est suspendu lors du match d'ouverture. Il est capitaine de Lupe o le Soaga lors de la Ligue des champions de l'OFC 2020.

### En équipe nationale
Il est capitaine de l'équipe des Samoa lors de la Coupe d'Océanie 2012. En juin 2019, il est nommé dans l'équipe pour les Jeux du Pacifique de 2019.
En juin 2024, il figure dans la liste des 23 joueurs samoans retenus par Ryan Stewart pour participer à la Coupe d'Océanie 2024,,. Quelques jours plus tard, lors de cette compétition, contre Tahiti, il devient le joueur le plus capé de la sélection samoane. Titulaire lors de cette rencontre, sa sélection s'incline 2-0,.